# أوليفييه كليمون كاكوب
أوليفييه كليمون كاكوب  (بالفرنسية: Olivier-Clément Cacoub) ولد في 14 أبريل 1920 في تونس العاصمة وتوفي في 27 أبريل 2008 في باريس. هو مهندس معماري فرنسي ذو أصول يهودية تونسية.

بدأ مسيرة متألقة في تونس كمهندس مستشار للدولة التونسية، وطورها بعد ذلك في فرنسا (باريس، أورليان، نيس، كان، غرينوبل) وفي روسيا وتاهيتي وخاصة في أفريقيا. فائزا بجائزة روما الكبرى في 1953، حمل لقب كبير المهندسين المعماريين للمباني العامة والقصور الوطنية. 

قريب من الرئيس الفرنسي جاك شيراك، وأب لأربعة أولاد وبنت واحدة، توفي في 27 أبريل 2008 عن عمر يناهز 88 سنة وتم دفنه في 30 أبريل في مقبرة مونبارناس في باريس بحضور برنادات شيراك (زوجة شيراك). في 1973، أسس مع زوجته الأولى جمعية دومينيك كاكوب التي ساعدت لمدة 23 سنة مرضى ابيضاض الدم وعائلاتهم.

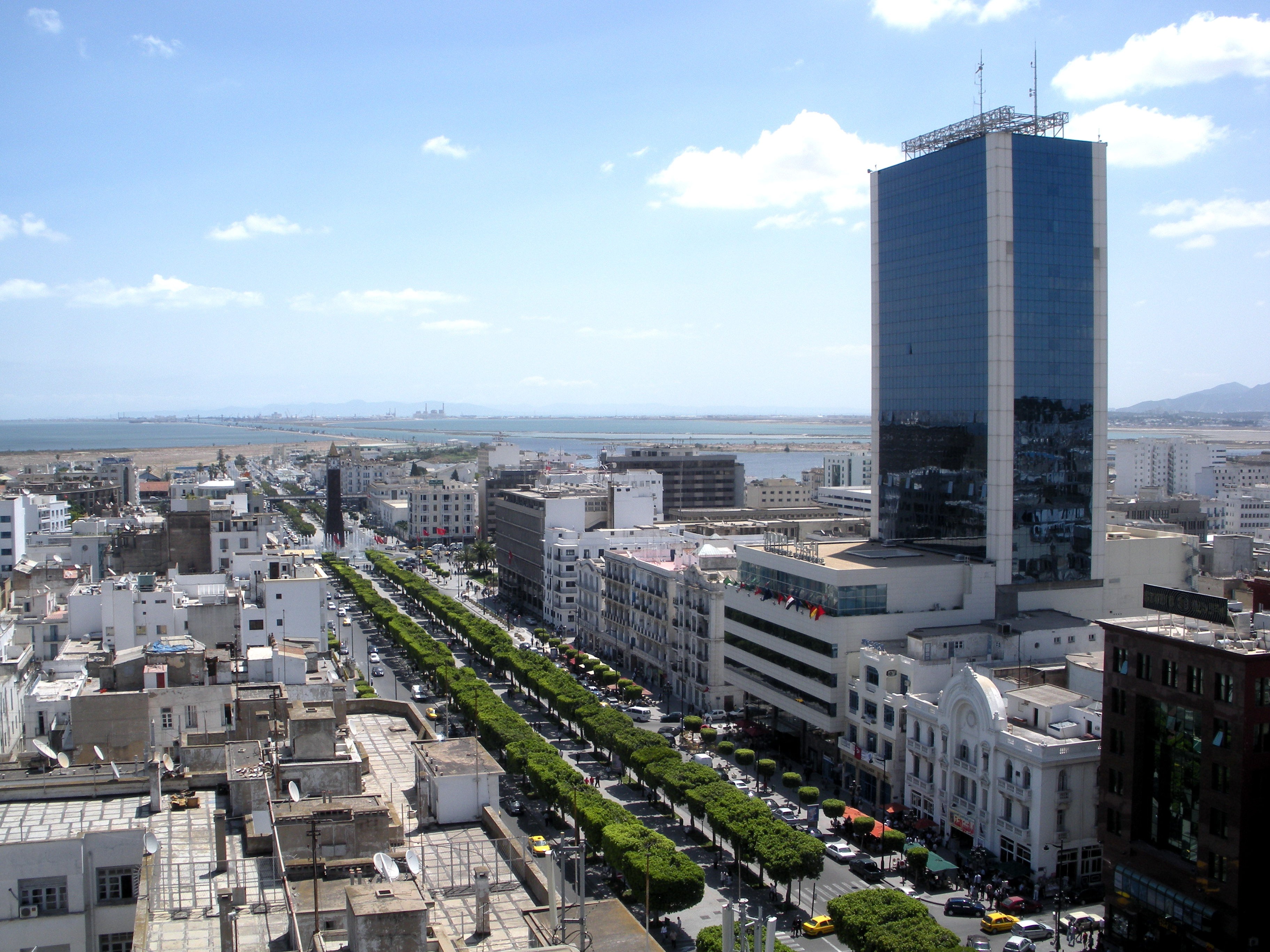
فندق أفريكا في شارع الحبيب بورقيبة في تونس العاصمة.

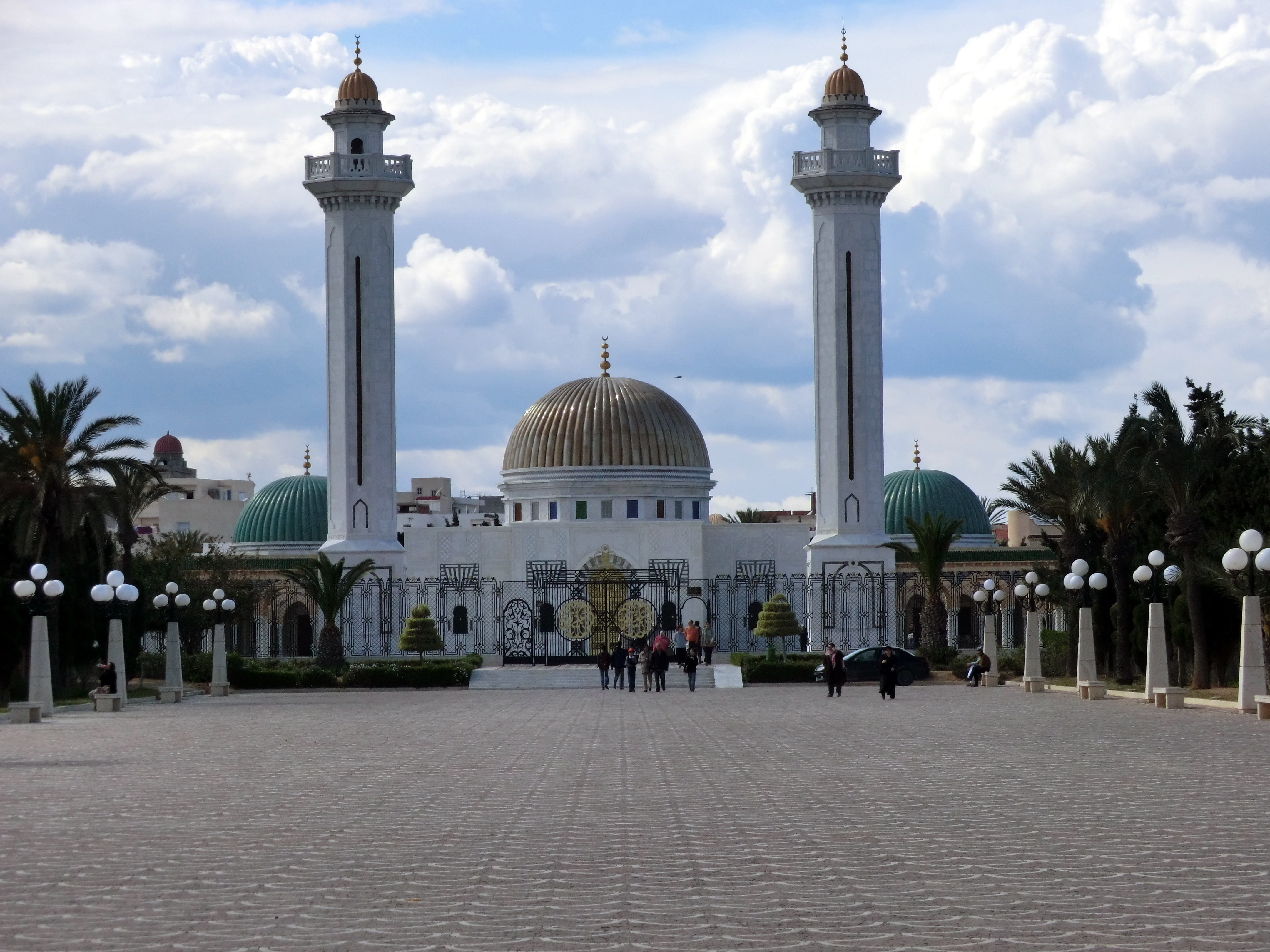
ضريح بورقيبة في المنستير.

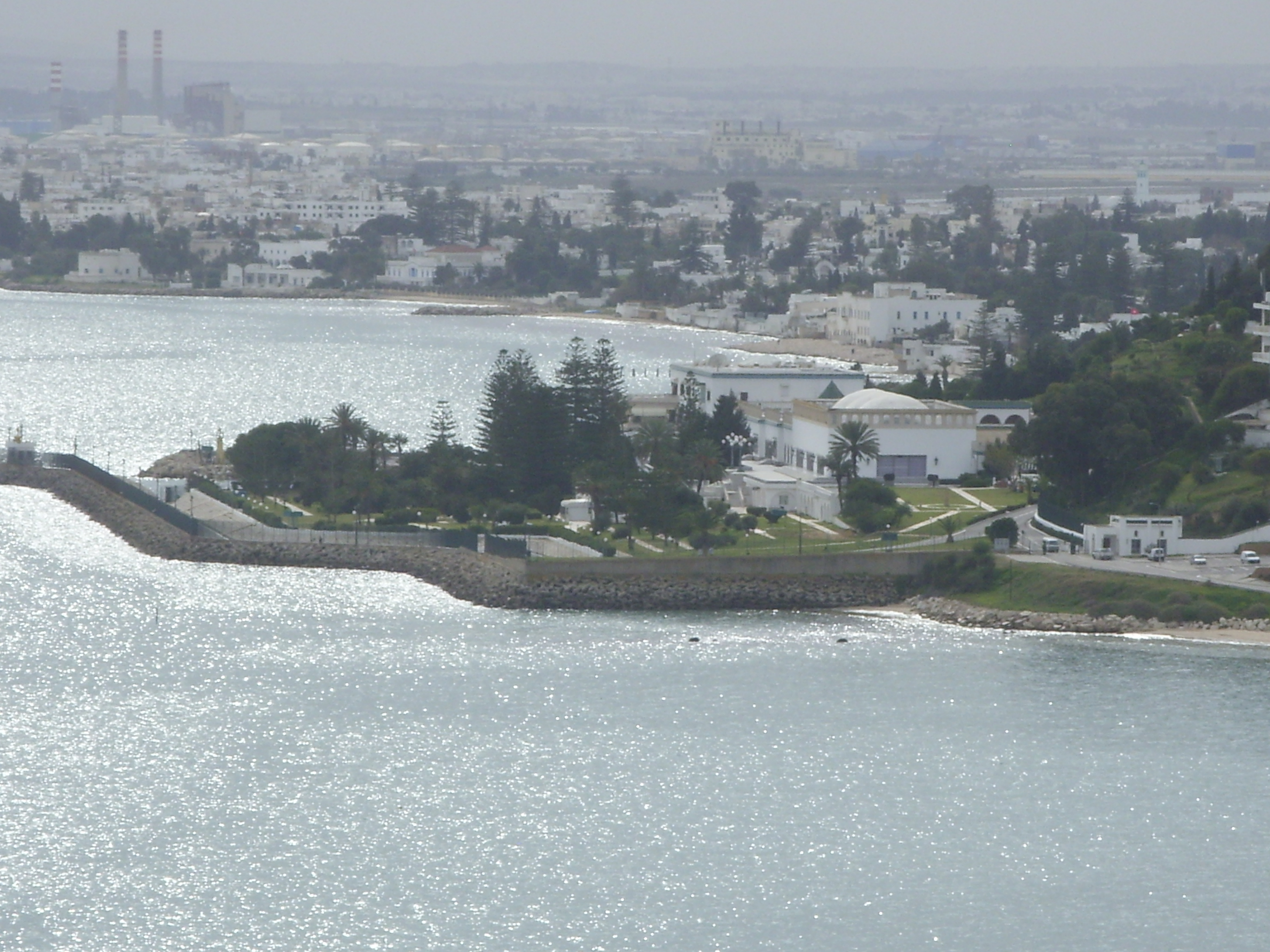
قصر قرطاج الرئاسي.

## النظرة
عند هذا البنّاء الكبير والمتحمس يوجد متعة مادية للعمارة. يرى كل الأحجام وكنحات:

أعماله تذهل من الوفرة وكذلك من التنوع، يعتبر مرتاح في إعادة بناء الأشكال العادية التي يضفي عليها طابعا ثقافيا للبلاد التي تبنى فيها.

## الأعمال

### تونس
- قصر قرطاج الرئاسي.
- قصر صقانس الرئاسي (اليوم متحف الحبيب بورقيبة)،
- قصر المؤتمرات بتونس.
- المدينة الأولمبية بالمنزه.
- ضريح بورقيبة في المنستير.
- فنادق أبو نواس.
- فندق أفريكا (في شارع الحبيب بورقيبة).
- ملعب مصطفى بن جنات في المنستير.
- المنتجع السياحي مرسى القنطاوي.
- قصر مؤتمرات بالمنستير.

### أفريقيا جنوب الصحراء
- القصر الرئاسي في غبادوليت ( جمهورية الكونغو الديمقراطية).
- قصر ياموسوكرو الرئاسي ومؤسسة فيليكس أوفويه بوانيي ( ساحل العاج).
- القصر الرئاسي في ياوندي ( الكاميرون).
- مقر الإقامة الريفي للرئيس الكاميروني بول بيا في مفوميكا ( الكاميرون).
- المركز الثقافي الفرنسي في برازافيل ( جمهورية الكونغو).

### فرنسا
- جامعة أورليان.
- توسيع قصر مهرجانات ومؤتمرات كان.
- حرم جامعة غرينوبل خاصة مدرج أو صالة محاضرات لوي فاي بالتعاون مع الفنان إدغار بيليه.
- قصر البحر الأبيض المتوسط في نيس.
- المدينة الدولية للفنون في باريس بالتعاون مع بول تورنون ونغو فيات تو.
- «البناء المرآة» أو «لو بونون» في باريس.
- تجديد سوق سان جرمان في باريس.
- منتزه باسي في باريس (الدائرة السادسة العاشرة).